# قیصرق
قیصریه یا قیصرق یکی از روستاهای شهرستان سرآب در استان آذربایجان شرقی ایران است. این روستا در بخش مهربان قرار دارد. رود چکی‌چای که شاخه‌ای از رود آجی چای است.
بر اساس سرشماری سال ۱۴۰۰، جمعیت این روستا ۳۲۰۰ نفر (حدود ۷۰۰ خانوار) بوده‌است.

## موقعیت جغرافیایی
قیصریه از لحاظ موقعیت جغرافیایی در ۳۷۲۵٫۸۱۸ مدار شمالی و ۱۲۲۰۵٫۳۶ مدار غربی جای دارد. فاصله از شهر مهربان ۱۰ کیلومتر و مساحت روستا ۷۷۷٫۸ متر مربع است.

## آب و هوا
روستا از نظر آب و هوایی در گروه اقلیم سرد قرار دارد که در تابستان دارای بارندگی کم است، بیشتر بارندگی‌ها از اواسط پاییز تا اواسط بهار اتفاق می‌افتد، میانگین سالیانه بارندگی در کل محدوده دهستان حدوداً ۳۶۰ میلی‌متر و از این نظر ماه‌های اردیبهشت با بارندگی ۱۰۳ میلی‌متر و مرداد با ۱/۰ میلی‌متر به ترتیب بیشترین و کمترین سهم را در ریزش‌های منطقه به خود اختصاص می‌دهد. روزهای یخبندان به‌طور متوسط در جریان سال، ۱۵۲ روز است که ماه‌های بهمن با ۳۰ روز یخبندان و اردیبهشت با ۳ روز یخبندان بیشترین و کمترین روزهای یخبندان را به خود اختصاص می‌دهند. بیشترین دما ۳۶+ و کم‌ترین دما -۳۳ درجه زیر صفر در زمستان می‌باشد.

### سد مخزنی
سد مخزنی قیصریه از نوع خاکی، با هستۀ رسی و با طول تاج ۹۸۸ متر، ۲ و ۶ دهم‌میلیون متر مکعب ظرفیت دارد که ۳۲۵ هکتار از اراضی پایاب سد تأمین می‌شود. برای ساخت آن حدود ۲۴ میلیارد ریال هزینه شده‌است.

## محصولات
محصولات کشاورزی این روستا شامل گندم، جو، باقلا، هویج، پیاز. گوجه فرنگی تره‌بار، سیب انواع علوفه‌جات دامی و تولیدات صنایع دستی شامل فرش و گلیم دست‌باف و سایر منسوجات سنتی است.

## آثار باستانی
- تپه دیک قیصرق